# Masagua
Masagua é uma cidade da Guatemala do departamento de Escuintla.